# José Antônio de Morais
José Antônio de Moraes, Barão e Visconde do Imbé (Santa Maria Madalena, 25 de janeiro de 1821 — Santa Maria Madalena, 15 de junho de 1890) foi um fazendeiro brasileiro.
Casou-se no final da década de 1840 com sua prima irmã Leopoldina das Neves, com quem teve cinco filhos. Foi proprietário da Fazenda das Neves. Também adquiriu de José Coelho de Magalhães, as terras da Fazenda Aurora, como quitação de uma dívida.
O povoado Aurora, assim conhecido pelos escravos da Fazenda das Neves, teve esse nome por que estes chegavam para iniciar os trabalhos ao romper da aurora, onde produziam cana-de-açúcar e aguardente.
Moraes tornou-se um homem rico e poderoso quando o cultivo de café alcançou a região. Conseguiu a patente de tenente-coronel da Guarda Nacional, em 13 de setembro de 1882, em 1884 era condecorado pelo Imperador com o título de Barão do Imbé. Cinco anos depois, foi condecorado, em 11 de julho de 1888 com o título de Visconde de Imbé.
Foi quem conquistou junto ao presidente da província Aureliano de Sousa e Oliveira Coutinho, a emancipação de São Francisco de Paula de curato para freguesia, por decreto, em 20 de maio de 1846. A partir de então contribuiu com elevados recursos para a construção da Matriz de São Francisco de Paula, inaugurada solenemente em 9 de fevereiro de 1863, quando o padre Antônio Romualdo de Oliveira, celebrou a primeira missa.
Foi um dos responsáveis por levar a ferrovia Leopoldina Railway até São Francisco de Paula.
Nos dias atuais de 2020, São Francisco de Paula deu origem a cidade de Trajano de Moraes.
Cidade acolhedora, de modos pitorescos, a 795m do nível do mar, na região serrana do Rio de Janeiro, e próxima as cidades de Bom Jardim, Macuco, Cantagalo, Cordeiro, Nova Friburgo, e descendo ao litoral, das cidades de Conceição de Macabú, Carapebus, Quissamã, Macaé, Rio das Ostras, Casemiro de Abreu, Cabo Frio, Búzios e São Pedro da Aldeia.
Do povoado Aurora surgiu a pequena Visconde de Imbé, hoje 2.º Distrito da cidade de Trajano de Moraes.
Anualmente acontece ali, entre os meses de junho/julho, a exposição agropecuária, onde as atrações vão desde a apresentação de animais da região, passando pelo famoso concurso leiteiro, shows e ao fim, a escolha da rainha e princesas da exposição, fazendo assim a alegria de turistas e trazendo movimento à localidade.